# Рациональный тип данных
Рациональный тип данных — способ представления рациональных чисел, используемый в программировании. Рациональные числа в ЭВМ представляются таким образом, чтобы отдельно хранить числитель числа, а отдельно знаменатель числа, что позволяет избежать проблему округления чисел при выполнении математических операций, как это бывает при использовании переменных, хранимых в форме с плавающей запятой или фиксированной запятой. Математические операции над рациональными числами моделируются программно. В некоторых языках программирования для подключения возможности работы с рациональными числами используются модули, в которых реализована работа с рациональными числами и которые позволяют работать с числами, представленными в других формах.

## Пример хранения
Например, в ЭВМ необходимо работать с рациональным числом:
{\displaystyle {\frac {1}{3}}}
Для его хранения выделяется отдельная область памяти для хранения числителя {\displaystyle 1}, отдельно для знаменателя {\displaystyle 3}. При работе с рациональным числом отдельно работают с числителем, отдельно с знаменателем, при этом точность вычисления не теряется, как происходит при хранении чисел с плавающей запятой.

### Пример работы с рациональными числами на языке Python
```
from
 
fractions
 
import
 
Fraction
    
# Подключение функции Fraction для использования

n1
=
Fraction
(
1
,
3
)
                  
# Рациональное число 1/3 

n2
=
Fraction
(
2
,
3
)
                  
# Рациональное число 2/3 

n3
=
1
/
3
                            
# Вещественное число 1/3 

r1
=
n1
+
n2
                          
# Математическая операция на множестве рациональных чисел

r2
=
n1
+
2
                           
# Математическая операция на множестве рациональных и целых чисел

print
(
"Ответ:"
,
r1
)
                

>>
 
Ответ
:
 
1

print
(
"Ответ:"
,
r2
)
 

>>
 
Ответ
:
 
7
/
3
 

print
(
"Ответ:"
,
n3
)
 

>>
 
Ответ
:
 
0.3333333333333333

```